# アイの島
「アイの島」（アイのしま）は、美元智衣の5曲目の配信限定シングル、および1作目の配信限定ミニアルバム。

## 内容
プロモーションビデオはキヤノン「XF305」及び「XF300」で撮影された。そのため、「ショートショートフィルム フェスティバル&アジア2010」の同社の部門で取り上げられた。同年の8月25日には池田大介が全曲の編曲・プロデュースを担当した同タイトルの配信限定ミニアルバムをリリースした。

## 配信限定シングル収録曲
1. アイの島

## 配信限定ミニアルバム収録曲
1. I want
2. アイの島
3. 誰より君が好き
4. 雨のリグレット
5. 夏夜空〜君のいない夏〜
6. 漆黒の愛（ひかり）
7. キミだけのRainbow